# قوانین نژادهای خاص سگ

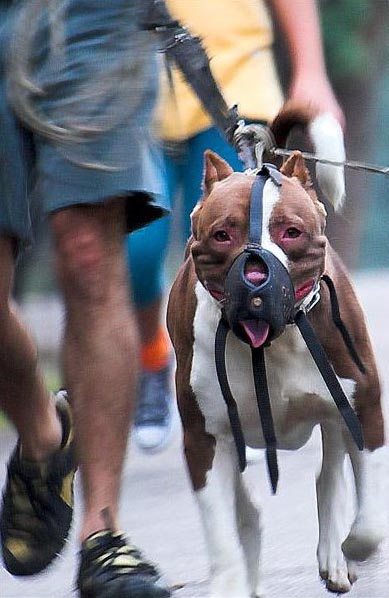
یک پیت بول با پوزه‌بند و قلاده.

قوانین نژادهای خاص سگ (به انگلیسی: Breed-specific legislation) به قوانینی که توسط قوه مقننه کشورها برای نگه‌داری از بعضی از نژادهای سگ وضع می‌شود.
در بیشتر کشورها، نژادهای پیت بول، توسا، دوگو، فیلو و چند مورد دیگر در ردهٔ نژادهای خطرناک هستند و صاحبان آن‌ها باید یک سری قوانین را برای نگه‌داری از آن‌ها رعایت کنند. برای مثال در بعضی از شهرهای آمریکا قوانین زیر اجرا می‌شود:
سگ پیت‌بول صاحب‌دار که در شهر زندگی می‌کند باید:
- نام حیوان در شهرداری ثبت شود و از آن عکس گرفته شود.
- صاحب حیوان باید یک فرد بالای ۱۸ سال باشد.
- هنگام بردن حیوان به مکان‌های عمومی از پوزه‌بند و زنجیر و قلاده استفاده شود.
- در ورودی محل سکونت خود باید تابلویی حاوی «مراقب باشید. سگ خطرناک.» نصب کند.
- بیمه کردن شخص ثالث حیوان به قیمت ۳۰۰ هزار دلار.
- خبر دادن مرگ، تولد، گم شدن و نقل مکان سگ به شهرداری.